# Saint-Christophe-sur-Guiers
Saint-Christophe-sur-Guiers är en kommun i departementet Isère i regionen Auvergne-Rhône-Alpes i sydöstra Frankrike. Kommunen ligger i kantonen Saint-Laurent-du-Pont som tillhör arrondissementet Grenoble. År 2022 hade Saint-Christophe-sur-Guiers 836 invånare.

## Befolkningsutveckling
Antalet invånare i kommunen Saint-Christophe-sur-Guiers
Referens:INSEE

## Galleri

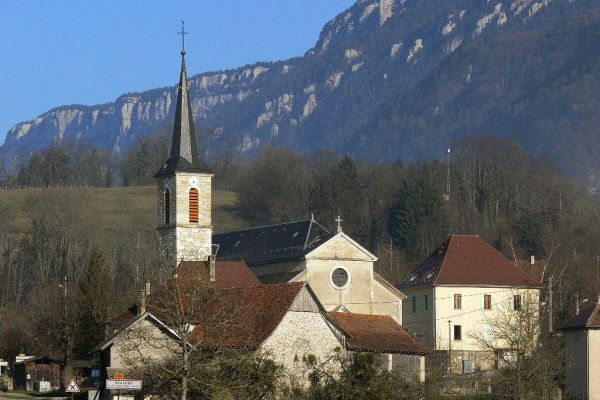
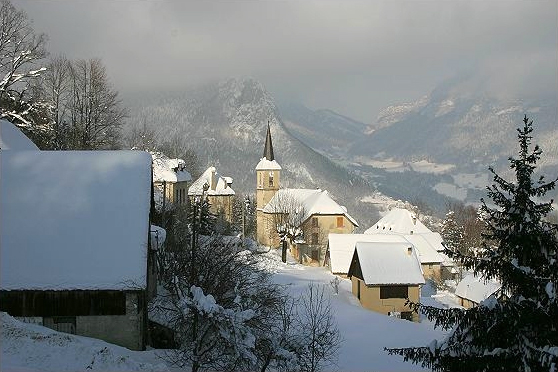
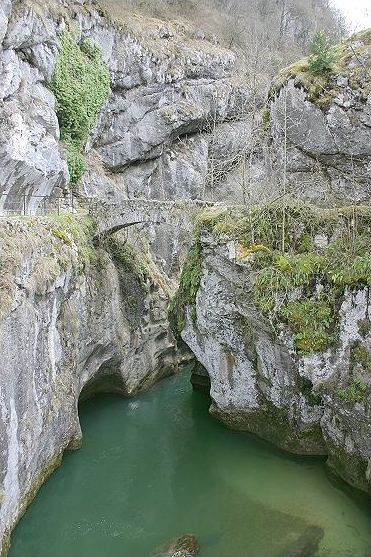